# Selepa acervata
Selepa acervata är en fjärilsart som beskrevs av Gustaaf Hulstaert 1924. Selepa acervata ingår i släktet Selepa och familjen trågspinnare. Inga underarter finns listade i Catalogue of Life.